# Gewichtheffen op de Paralympische Zomerspelen 1988
Op de VIIIe Paralympische Spelen die in 1988 werden gehouden in het Zuid-Koreaanse Seoel was gewichtheffen een van de 18 sporten die werd beoefend tijdens deze spelen. Vanaf dit jaar werden de Paralympische Zomerspelen weer in hetzelfde land als de Olympische Spelen gehouden. Voor Nederland en België waren er geen gewichtheffers bij het gewichtheffen.

## Evenementen
Er stonden zeven evenementen op het programma voor de Mannen.
- tot 51 kg
- tot 57 kg
- tot 65 kg
- tot 75 kg
- tot 85 kg
- tot 95 kg
- boven 95 kg

## Mannen
| Klasse      | gewicht | land | Goud                | land | Zilver              | land | Brons              |
| ----------- | ------- | ---- | ------------------- | ---- | ------------------- | ---- | ------------------ |
| tot 51 kg   | 180     | KOR  | Keum Jong Jung      | EGY  | Gomma G. Ahmed      | ISR  | Shmuel Haimovitz   |
| tot 75 kg   | 175     | GUA  | Jose Rolando        | ISR  | Amos Ginosar        | MAS  | S/O M. Pe Mariappa |
| tot 65 kg   | 192.5   | POL  | Ryszard Fornalczyk  | EGY  | Gaed Moh Abdel Ha   | FRA  | Dominique Hainault |
| tot 75 kg   | 222.5   | USA  | Charles Roedelbronn | SWE  | Kristoffer Hulecki  | FRA  | Jean Grandsire     |
| tot 85 kg   | 230.5   | POL  | Ryszard Tomaszewski | USA  | Mitchell Strickland | AUS  | Brian McNicholl    |
| tot 95 kg   | 200     | ISR  | Abraham Strauch     | MEX  | Victor Valdez       | SUI  | Alfredo Battistini |
| boven 95 kg | 250     | SWE  | Bengt Lindberg      | USA  | Kim Brownfield      | FRA  | Edmond Haddad      |

Atletiek · Bankdrukken · Basketbal · Boogschieten · Boccia · CP-voetbal · Gewichtheffen · Goalball · Judo · Koersbal · Schermen · Schietsport · Snooker · Tafeltennis · Tennis · Volleybal · Wielersport · Zwemmen
Tokio 1964 ·
Tel Aviv 1968 ·
Heidelberg 1972 ·
Toronto 1976 ·
Arnhem 1980 ·
New York & Stoke Mandeville 1984 ·
Seoel 1988 ·
Barcelona 1992